# Діттенгайм
Діттенгайм (нім. Dittenheim) — громада в Німеччині, розташована в землі Баварія. Підпорядковується адміністративному округу Середня Франконія. Входить до складу району Вайсенбург-Гунценгаузен. Складова частина об'єднання громад Альтмюльталь.
Площа — 29,34 км2. Населення становить 1824 ос. (станом на 31 грудня 2020).

## Галерея

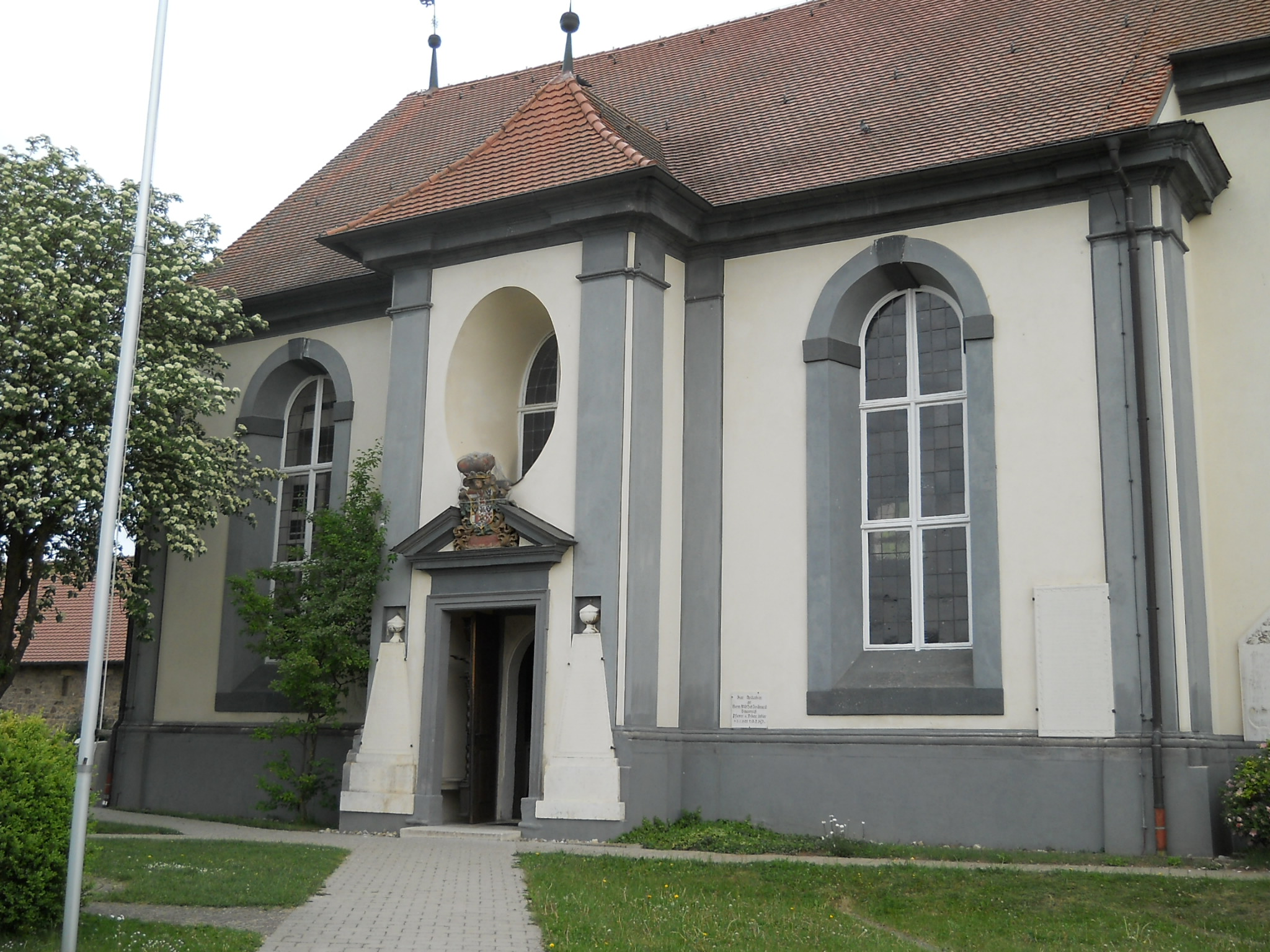
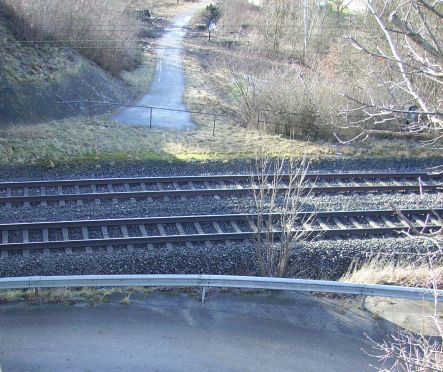